# Raumo hamn

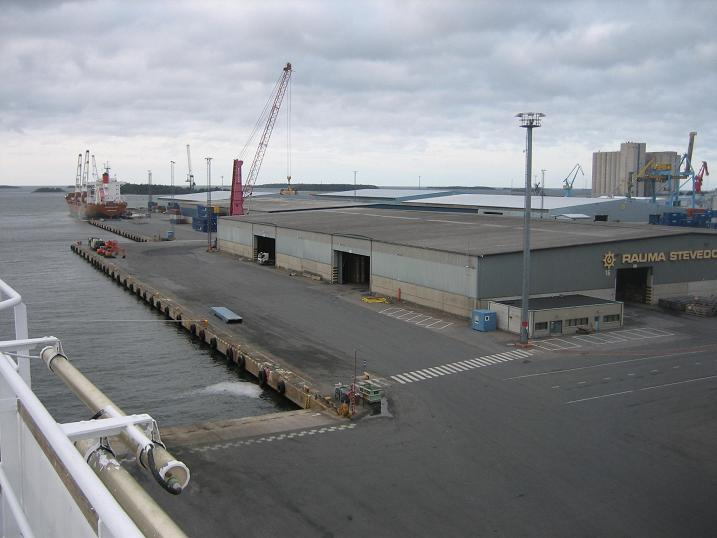
Kajer i Raumo hamn.

Raumo hamn (fi. Rauman satama) är en hamn för godstransport i Raumo i Finland. Hamnen var år 2015 Finlands fjärde största internationella godshamn med sina totalt 5,6 miljoner ton transporterade.
Hamnen drivs av aktiebolaget Rauman Satama Oy som ägs av Raumo stad. Bolaget inledde sin verksamhet 1 januari 2015 och omsatte under det första året 11,2 miljoner euro.